# Linda Gray
Linda Gray (Santa Mónica, California, 12 de septiembre de 1940) es una actriz de televisión estadounidense.

## Biografía
Especialmente conocida por su papel de sufridora y alcohólica esposa de J.R Ewing (Larry Hagman) como Sue Ellen en la popular serie de televisión de la década de los ochenta Dallas durante once años, entre 1978 y 1989, además de dirigir algunos de sus episodios. Luego aparecería en las dos películas posteriores sobre la serie rodadas para televisión:  J.R. Returns (1996) y The War of the Ewings (1998), y en 2012 en la continuación de la misma serie.
Tras intervenir en algunos episodios de la también conocida Melrose Place en 1994, dando vida a la madre de Amanda Woodward (personaje interprtado por Heather Locklear), protagonizó un spin-off titulado Models Inc (1994-1995).
Finalmente, ha intervenido en la serie The Bold and the Beautiful (2004-2005). También participó en películas de televisión como Víctima del alcohol (1994).
En cuanto a su carrera sobre los escenarios, puede destacarse el papel de Mrs. Robinson en El Graduado, representada en el West End londinense en 2001. Gray fue la modelo cuya pierna se fotografía en el cartel publicitario de la película protagonizada por Dustin Hoffman 34 años antes. 
Con posterioridad ha venido representando en 2007 y 2008 la obra Terms of Endearment igualmente en el Reino Unido.